# Cuộc di cư Palestine, 1948

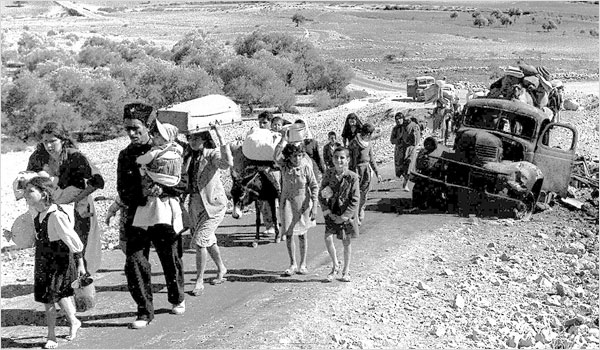
Những người Palestine di cư năm 1948

Cuộc di cư Palestine năm 1948 (tiếng Ả Rập: الهجرة الفلسطينية, al-Hijra al-Filasṭīnīya), còn được gọi Nakba (النكبة, an-Nakbah, có nghĩa "thảm họa"), là sự kiện khoảng 725.000 người Ả Rập gốc Palestine bỏ chạy hoặc bị đuổi khỏi nhà tại Lãnh thổ ủy trị Palestine trong cuộc Chiến tranh Ả Rập-Israel 1948 và Nội chiến trước đó. Số người di cư không thống nhất và tùy theo nguồn. Một số tác giả, như Ilan Pappé, miêu tả cuộc di cư này là sự trục xuất hoặc tẩy chủng tộc, trong khi Mark Tessler trong History of the Israeli-Palestinian conflict cho rằng, "Các lý do của cuộc di cư lớn này....từng và ở mức độ nào đó vẫn còn được lý giải khác nhau giữa người Ả Rập và người Israel." Ông dẫn lời viết của nhân viên trung gian hòa giải Liên Hợp Quốc Bernadotte, người nói rằng những người Palestine trở thành người tị nạn "do 'các nguy hiểm và chiến lược vũ trang' xoáy quanh họ."